# عبدالکریم الکباریتی
عبدالکریم الکباریتی (عربی: عبد الكريم الكباريتي؛ زادهٔ ۱۵ دسامبر ۱۹۴۹) سیاستمدار، و اقتصاددان اهل اردن است. وی از ۴ فوریه ۱۹۹۶ تا ۹ مارس ۱۹۹۷ نخست‌وزیر اردن بود.